# Sœurs de la Perpétuelle Indulgence
Ordre de la Perpétuelle Indulgence
Les Sœurs de la Perpétuelle Indulgence sont un mouvement militant LGBT mixte et international fondé à San Francisco en 1979 sous le nom Sisters of Perpetual Indulgence, qui a pour objectif la lutte contre l'homophobie, la prévention du SIDA, la promotion de la paix et de la « joie universelle ». Ses organisations locales, réunies en « couvents », sont au nombre de 116 à travers le monde (en 2016). Le premier « couvent » en France a été fondé en 1991.
Unies au sein de l'Ordre de la Perpétuelle Indulgence (Order of Perpetual Indulgence), ces associations utilisent l'image et « l'habit » des religieuses catholiques de façon festive et théâtralisée. Elles ne sont pas un ordre religieux mais elles en reprennent le langage et les codes.

## Objectifs

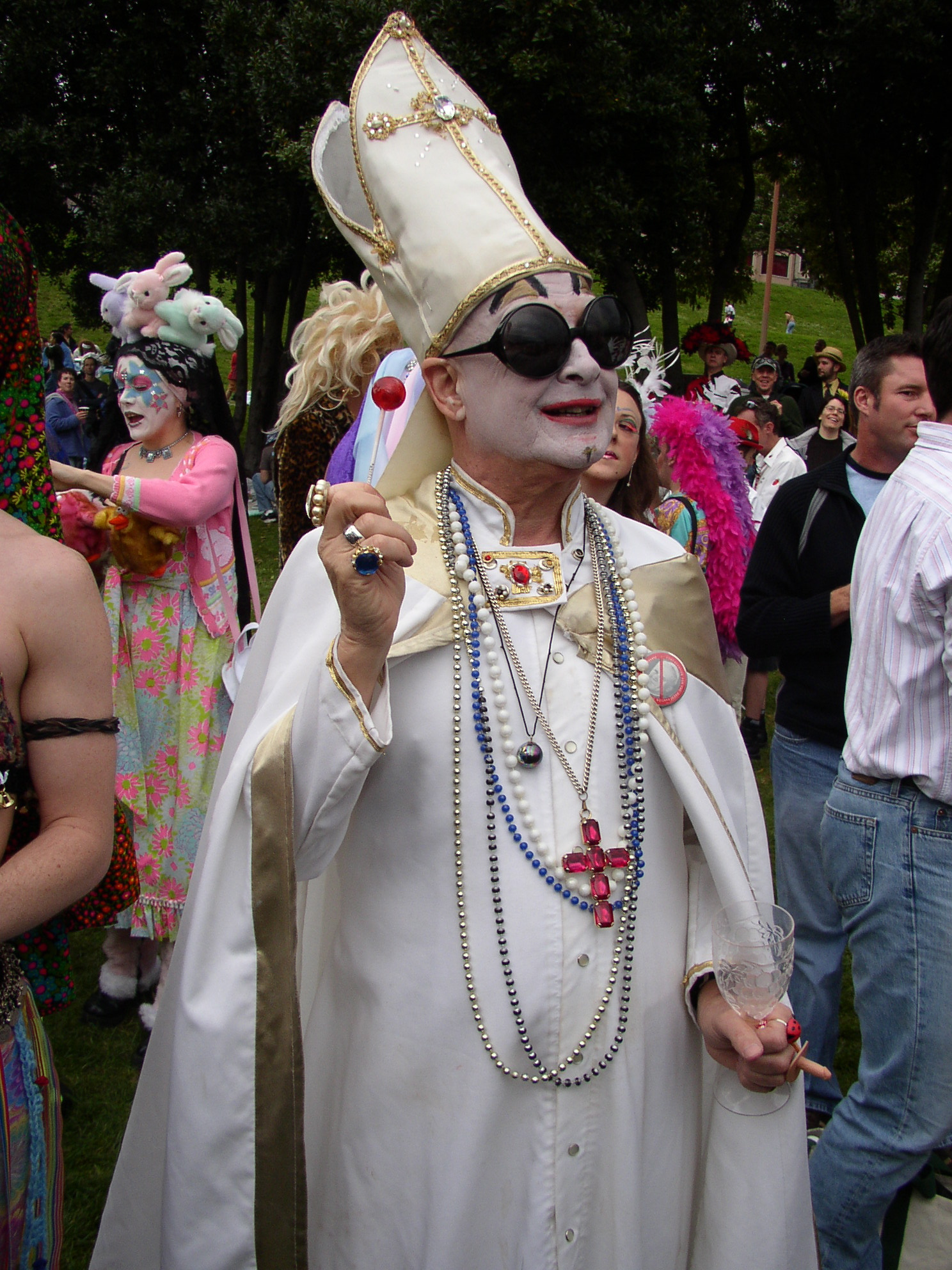
Pope Dementia San Francisco, 2005.

Les membres du mouvement, couramment qualifiés de « drag-nonnes », militent contre l'homophobie, tenant un discours protestataire contre les normes sociales. Ils luttent pour la prévention du sida, par de nombreuses actions de sensibilisation, l'appel au dépistage du VIH et à des pratiques sexuelles protégées ; ils proposent également un soutien matériel aux malades. Ils se mobilisent par ailleurs en faveur du droit à l’avortement. Leurs costumes et certaines actions comme la bénédiction de distributeurs de préservatifs provoquent l’étonnement chez les passants. Ils interviennent dans les lieux de rencontre du milieu gay : bars, boîtes, saunas, parc, aires d'autoroute, plages, et toutes les manifestations (comme la Marche des fiertés, le 1er décembre, Existrans, le festival Solidays, la Pute Pride, et bien d'autres encore).
Les membres interviennent aussi auprès du grand public pour faire passer des messages de prévention sur les infections sexuellement transmissibles et le VIH.

## Les différents couvents

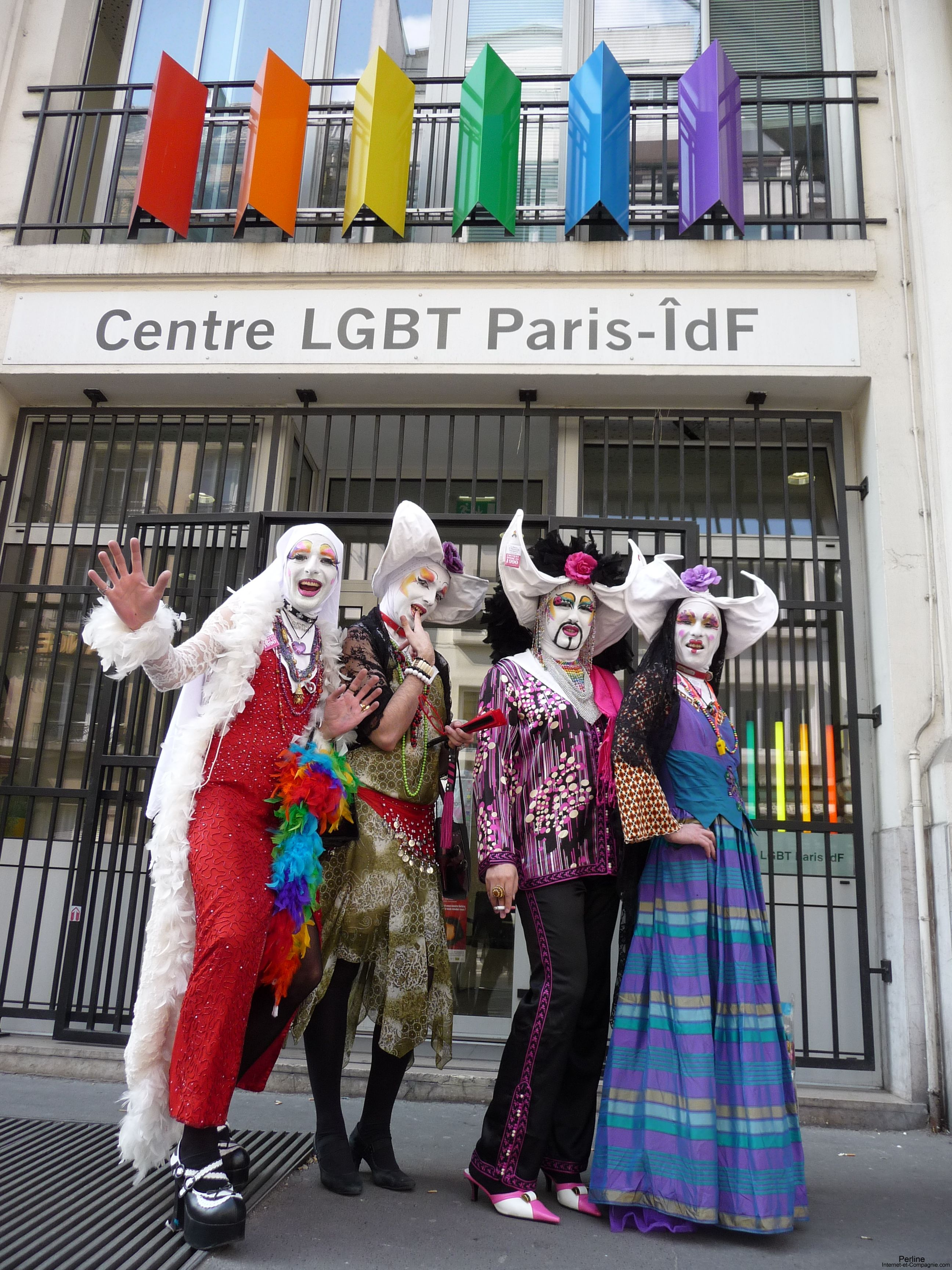
Les Sœurs de la Perpétuelle Indulgence - Couvent de Paris devant le Centre LGBT, 2011.

Le Couvent de San Francisco, fondé le 15 avril 1979, est la première association à avoir organisé une soirée au profit de la lutte contre le sida sous le haut patronage de Shirley MacLaine et à avoir édité une brochure de prévention intitulée Play Fair,.
Le Couvent de Paris a été créé le 11 septembre 1991,,, grâce à la présence de trois Sœurs de San Francisco en voyage en Europe. Il existe en 2019 84 couvents dans le monde, dont 9 en France: le Couvent de Paris, le Couvent de Paname, le Couvent du Nord à Lille, le Couvent des Chênaies à Aix-en-Provence et ayant une mission en Aquitaine, le Couvent des 69 Gaules et le Couvent des Traboules à Lyon, la Mission des Pralines en Haut-Vivarais, Forez et Dauphiné, le Couvent d'Oc à Montpellier, le Couvent des SDF (pas de territoire déterminé mais ayant une mission toulousaine), et le Couvent des monts (Piémont Languedocien).
Les Sœurs de la Perpétuelle Indulgence sont également présentes au Royaume-Uni, en Irlande, en Australie, en Colombie, en Uruguay, au Chili, au Canada, en Allemagne, en Nouvelle-Zélande, en Suisse, en Autriche et en Argentine.

## Parodie de l'Église
Les Sœurs de la Perpétuelle Indulgence parodient les rites et l'organisation de l'Église catholique. Les hommes gays, majoritaires dans l'Ordre, se présentent comme des nonnes, mais dans le but de défendre des causes mal considérées par l'institution ecclésiastique. Les Sœurs ont pour but l'« expiation de la honte et de la culpabilité ». Elles vénèrent saint Latex : « Selon le principe d’Indulgence Perpétuelle, le/la confessant·e reçoit forcément l’absolution et des préservatifs, accompagnés de la phrase rituelle : "Péchez dans la Joie, mon fils/ma fille, sous la protection de Saint Latex" ». Au moment de la visite du pape Jean-Paul II à San Francisco en 1987, les sœurs organisent une « Messe contre la Bigoterie Papale », pendant laquelle « elles exorcisent le pape des démons de l’homophobie ». Elles ont aussi canonisé Harvey Milk, militant gay pour les droits des homosexuels américains, assassiné en 1978.

## Modalités d'actions

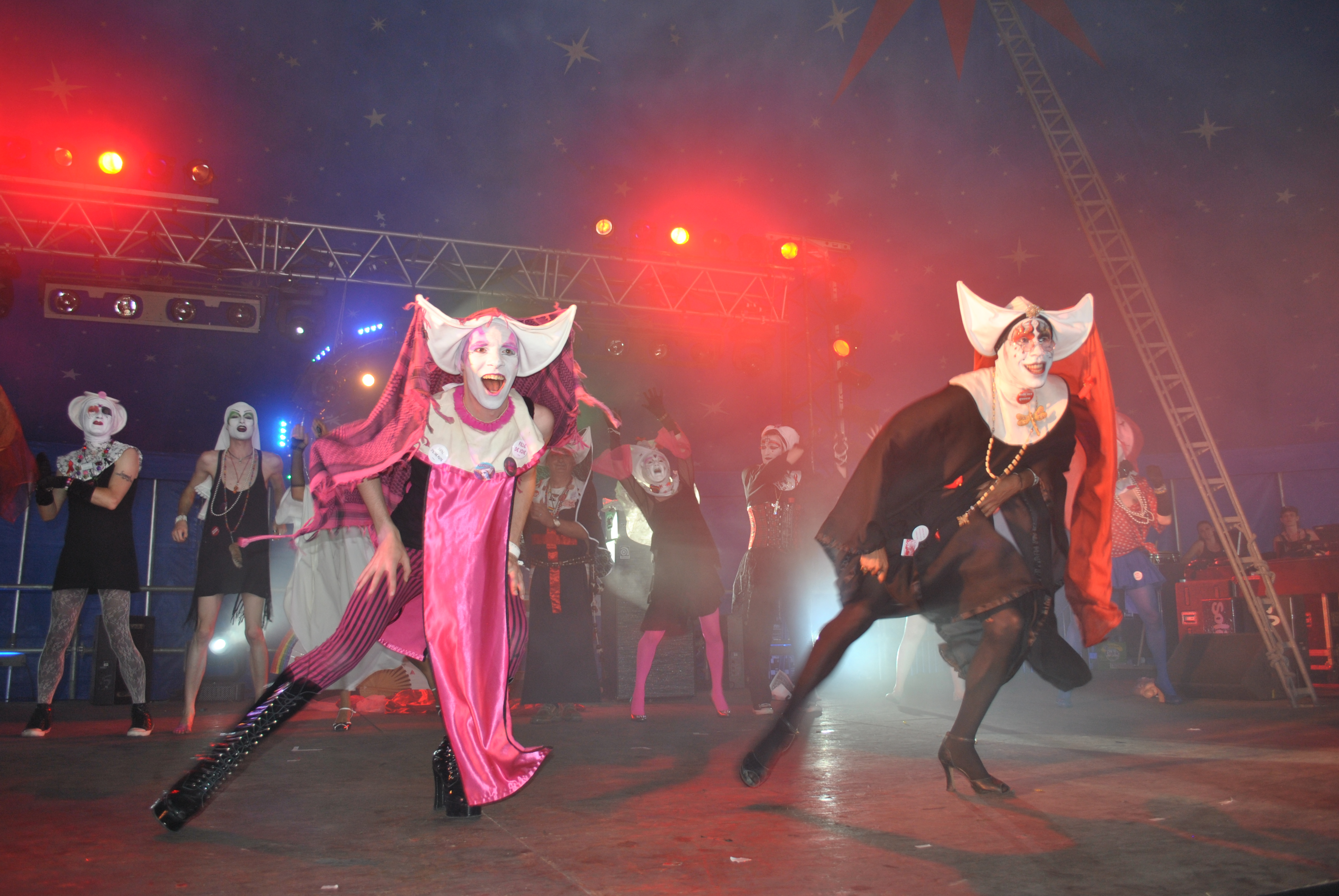
La Messe aux Solidays 2010

On peut distinguer plusieurs façons d'agir chez les militants : la récolte de fonds, le Trottoir qui consiste à déambuler dans l'espace public en distribuant des tracts ou des préservatifs, l'organisation de spectacles et cérémonies comme des messes ou des processions, l'organisation d'évènements spéciaux comme les marches de la fierté ou les Solidays. Les Sœurs de France organisent depuis 1993 des séjours non médicalisés dits « de ressourcement » destinés à accueillir des personnes concernées par le VIH. L'objectif est d'apporter du bien-être et de revaloriser l'estime de soi pour des personnes en souffrance (maladie, deuils, non-acceptation de leur séropositivité ou de leur homosexualité, etc.) par diverses activités sportives, culturelles dans des lieux de villiégiatures comme la montagne ou la mer,,,.
L'ordre de la perpétuelle indulgence est composé de personnages aux rôles différents mimant les rôles du clergé catholique : les Sœurs sont les protagonistes principales, les Gardes-Cuisses sont leurs protecteurs. On trouve aussi le Clergé Masculin (disparu en France), et les Anges ou les Saints qui soutiennent les Sœurs dans leurs activités par des aides ponctuelles. Tous ces personnages ont une identité de genre qui ne correspond pas forcément à l'identité de la personne qui endosse le rôle.

### Bibliographie

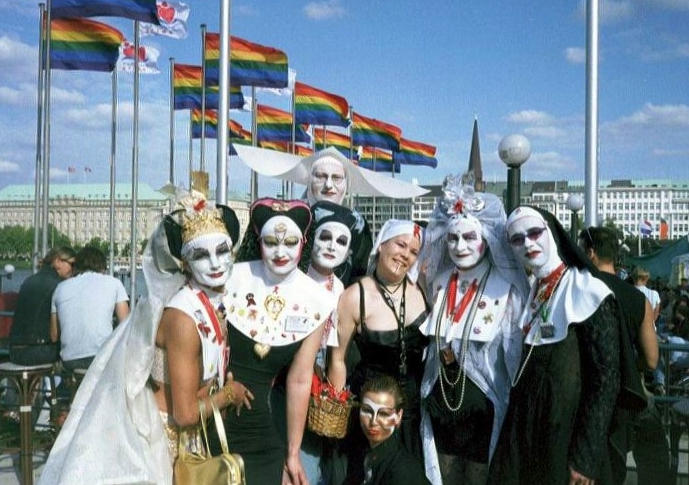
Die Schwestern der Perpetuellen Indulgenz des couvents de Berlin, Cologne et Hambourg.

### Filmographie
- Sœur Innocenta, priez pour nous !, moyen-métrage documentaire (coréalisé par Caroline Fourest avec Fiammetta Venner)
- Les Sœurs de la Perpétuelle Indulgence, court-métrage documentaire (réalisé par Jean-Claude Michineau), mention spéciale du jury au festival du court-métrage de Libourne en 2011
- Die Schwestern, moyen-métrage documentaire allemand (coréalisé par Manfred Hoschek et Sigrid Smejkal )
- Bad Habits: the Return of the Sisters of Perpetual Indulgence, moyen-métrage documentaire canadien (réalisé par Kevin O'Keefe)
- Joie ! Portrait d'une nonne, long-métrage documentaire (réalisé par Joe Balass)
- Et ta sœur, long-métrage documentaire (réalisé par Nicolas Barachin et Sylvie Leroy)